# Alexi Pappas
Alexi Pappas, gr. Αλεξία Παππά, Aleksia Papa (ur. 28 marca 1990 w Alamedzie) – amerykańska i grecka lekkoatletka specjalizująca się w biegach długodystansowych, uczestniczka igrzysk olimpijskich w Rio de Janeiro (2016).

## Igrzyska olimpijskie
Wzięła udział w biegu na 10 000 m w czasie igrzysk olimpijskich w Rio de Janeiro. Dobiegła do mety na 17. miejscu z czasem 31:36,16, co było jej rekordem życiowym.